# Arnold Hauck

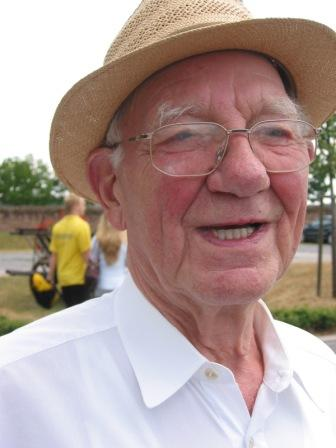
Arnold Hauck (2010)

Arnold Hauck (* 28. Mai 1928 in Staffort; † 4. Februar 2020 in Stutensee) war ein deutscher Landwirt und Bürgermeister von Staffort, Kreistagsabgeordneter in Karlsruhe  (FDP), Vorsitzender und Geschäftsführer des Bundesverbandes deutscher Tabakpflanzer sowie Ehrenbürger der Stadt Stutensee.

## Leben und Wirken
Er wurde als zweiter Sohn des Landwirts Friedrich Wilhelm Hauck (1895–1948) und dessen Ehefrau Frieda Katharina, geb. Hauth (1894–1958), sowie Bruder von Friedrich Wilhelm Hauck (1921–2003) geboren. Nach dem Krieg und Gefangenschaft absolvierte er eine Ausbildung zum Landwirt. Danach übernahm er den elterlichen Landwirtschaftsbetrieb und heiratete Lina Gertrud, geborene Glaser, aus Staffort.
Von 1959 bis 1963 war er Gemeinderat in Staffort, danach Bürgermeister-Amtsverweser (1963–1965), Bürgermeister (1965–1975) und nach dem Zusammenschluss der Hardtgemeinden zur Stadt Stutensee hauptamtlicher Ortsvorsteher (1975–1985). Hauck war Kreistagsabgeordneter Karlsruhe Land (1984–1989), Präsident (1984–1986) und von 1986 bis 1993 hauptamtlicher Geschäftsführer des Bundesverbandes der Deutschen Tabakpflanzer, Vorstandsmitglied im transnationalen Verband der Tabakpflanzer UNITAB, Aufsichtsrat (zuletzt Vorsitzender) der Volksbank Hardt (1959–1994) und von 1963 bis 1992 Vorsitzender des DRK-Ortsverbandes Staffort.

## Ehrungen
- Die Goldenen Tabakblätter des Landesverbandes bad.-württ. Tabakpflanzer e. v. Karlsruhe (1985)
- Ehrenmitglied des Bundesverbandes Deutscher Tabakpflanzer e.V. (1993)
- Ehrenbürger der Stadt Stutensee (1995)
- Ehrenvorsitzender der FDP Stutensee (2000)
- Ehrennadel der Reinhold-Maier-Stiftung (2010)
- Erhard-Heiko-Kleist-Preis der FDP Karlsruhe-Land (2014)